# Ribeiro das Ceroulas
A ribeira das Ceroulas também chamada de rio de Aldeia Gavinha é um pequeno curso de água português do município de Alenquer . No seu percurso passa por Aldeia Galega da Merceana, Aldeia Gavinha e desagua na margem direita do Rio Alenquer perto de Penafirme da Mata.

## Afluentes
- Rio da Travessa
- Ribeira do Caldeirão